# Museo d'arte applicata
Il museo d'arte applicata (in ungherese: Magyar Iparművészeti Múzeum) di Budapest, è situato in un palazzo in stile Art Nouveau progettato da Gyula Pártos e Ödön Lechner. Il museo fu aperto nel 1896 dall'imperatore Francesco Giuseppe per le celebrazioni del Millennio. L'esterno presenta elementi orientali e ceramiche Zsolnay, caratteristiche dell'opera di Lechner. Danneggiato nel 1945 e nel 1956, solo recentemente l'edificio ha recuperato l'originale bellezza.
La collezione, fondata nel 1872, raccoglie molti esempi d'arte e oggetti di notevole fattura. Il museo ospita varie esposizioni temporanee su entrambi i piani dell'edificio. Quelle più grandi tendono a cambiare ogni anno, mentre quelle più piccole, nazionali e straniere, ogni mese. Tra le mostre recenti, quelle di più grande successo sono una sul vetro e una sul tempo e gli orologi. La biblioteca, del 1872, si trova al primo piano e contiene oltre 50.000 volumi.